# Svartbäcksmåla
Svartbäcksmåla är ett kommunalt naturreservat i Nybro kommun i Kalmar län.
Området är naturskyddat sedan 2003 och är 347 hektar stort. Reservatet består av ett skogsområde nära Nybro som används mycket för friluftsliv.